# Canottaggio ai Giochi della XI Olimpiade - Quattro senza maschile
La competizione del quattro senza maschile dei Giochi della XI Olimpiade si è svolta dal 12 al 14 agosto 1936 al bacino di Grünau, Berlino.

## Risultati

### Batterie
Si sono disputate il 12 agosto. Il vincitore di ciascuna serie in finale, i restanti al recuperi.
| Pos. | Nazione     | Atleti                                                         | Tempo  |
| ---- | ----------- | -------------------------------------------------------------- | ------ |
| 1    | Germania    | Rudolf Eckstein, Anton Rom Martin Karl, Wilhelm Menne          | 6'22"5 |
| 2    | Austria     | Rudolf Höpfler, Camillo Winkler Wilhelm Pichler, Johann Binder | 6'32"1 |
| 3    | Danimarca   | Knud Olsen, Keld Karise Bjørner Drøger, Emil Boje Jensen       | 6'36"8 |
| 4    | Ungheria    | Ferenc Dobos, Frigyes Pabsz Tibor Vadai, Gyula Halmay          | 6'40"7 |
| 5    | Stati Uniti | James Thomson, Eugene Fruehauf George Hague, Alfred Sapecky    | 6'41"4 |

| Pos. | Nazione       | Atleti                                                                  | Tempo  |
| ---- | ------------- | ----------------------------------------------------------------------- | ------ |
| 1    | Svizzera      | Hermann Betschart, Hans Homberger Alexander Homberger, Karl Schmid      | 6'27"2 |
| 2    | Gran Bretagna | Martin Bristow, Alan Barrett Peter Jackson, John Sturrock               | 6'30"8 |
| 3    | Italia        | Antonio Ghiardello, Luigi Luscardo Aldo Pellizzoni, Francesco Pittaluga | 6'34"5 |
| 4    | Paesi Bassi   | Martinus Schoorl, John Philip Regout Hotse Bartlema, Simon de Wit       | 6'46"0 |

### Recuperi
Si sono disputati il 13 agosto. I primi due di ciascuna serie in finale.
| Pos. | Nazione     | Atleti                                                            | Tempo  |
| ---- | ----------- | ----------------------------------------------------------------- | ------ |
| 1    | Austria     | Rudolf Höpfler, Camillo Winkler Wilhelm Pichler, Johann Binder    | 7'23"4 |
| 2    | Danimarca   | Knud Olsen, Keld Karise Bjørner Drøger, Emil Boje Jensen          | 7'27"6 |
| 3    | Stati Uniti | James Thomson, Eugene Fruehauf George Hague, Alfred Sapecky       | 7'31"5 |
| -    | Paesi Bassi | Martinus Schoorl, John Philip Regout Hotse Bartlema, Simon de Wit | DNS    |

| Pos. | Nazione       | Atleti                                                                  | Tempo  |
| ---- | ------------- | ----------------------------------------------------------------------- | ------ |
| 1    | Gran Bretagna | Martin Bristow, Alan Barrett Peter Jackson, John Sturrock               | 7'27"4 |
| 2    | Italia        | Antonio Ghiardello, Luigi Luscardo Aldo Pellizzoni, Francesco Pittaluga | 7'33"9 |
| 3    | Ungheria      | Ferenc Dobos, Frigyes Pabsz Tibor Vadai, Gyula Halmay                   | 7'57"0 |

### Finale
Si è disputata il 14 agosto.
| Pos.    | Nazione       | Atleti                                                                  | Tempo  |
| ------- | ------------- | ----------------------------------------------------------------------- | ------ |
| Oro     | Germania      | Rudolf Eckstein, Anton Rom Martin Karl, Wilhelm Menne                   | 7'01"8 |
| Argento | Gran Bretagna | Martin Bristow, Alan Barrett Peter Jackson, John Sturrock               | 7'06"5 |
| Bronzo  | Svizzera      | Hermann Betschart, Hans Homberger Alexander Homberger, Karl Schmid      | 7'10"6 |
| 4       | Italia        | Antonio Ghiardello, Luigi Luscardo Aldo Pellizzoni, Francesco Pittaluga | 7'12"4 |
| 5       | Austria       | Rudolf Höpfler, Camillo Winkler Wilhelm Pichler, Johann Binder          | 7'20"5 |
| 6       | Danimarca     | Knud Olsen, Keld Karise Bjørner Drøger, Emil Boje Jensen                | 7'26"3 |